# حميد شعبان
حميد شعبان خضير التكريتي طيار عراقي من أهالي مدينة تكريت، ولد عام 1928، وأكمل دراسته الابتدائية والثانوية في مدينة تكريت ثم التحق بعدها في صنف القوة الجوية، وكانت لهُ صولات وجولات في الحرب العراقية الإيرانية ومنح وسام بطل القادسية في الحرب كما ساهم في حرب الخليج الثانية، وكان قائدا عسكريا شغل منصب قائد القوة الجوية والدفاع الجوي للفترة من عام 1975 حتى عام 1978 ثم من عام 1983 حتى نهاية الحرب العراقية الإيرانية واستمر في الخدمة العسكرية حتى غزو العراق في عام 2003.

## سيرته
تخرج في دورة الطيران الأولى عام 1947، ثم تدرج بكفاءتهِ العسكرية في مسيرة طويلة حتى نهاية الحرب العراقية الايرانية، واشترك في الحروب منذ عهد المملكة العراقية ثم عين ملحقا عسكريا في مصر عقد الستينيات من القرن العشرين ثم ساهم بالتخطيط العسكري مع حسني مبارك عام 1973 في حرب التحرير والتي سميت حرب الأيام الستة وعلى الرغم من تأخر مصر بحربها حتى اليوم الثالث فأمر حميد شعبان بارسال سربين من قاعدة الحبانية الجوية. ولقد أصبح قائداً للقوة الجوية للمرة الأولى عام 1975 حتى عام 1978 ثم أحيل على التقاعد لانتهاء الفترة المقررة، ثم أعيد للخدمة كقائد للقوة الجوية العراقية بعد اندلاع الحرب العراقية الإيرانية عام 1983 وللضرورة الملحة وبسبب اندلاع الحرب العراقية الإيرانية ولكونه يحمل خبرة وحاجة القوة الجوية استدعي إلى الخدمة وجرى تعينه مستشار للقائد العام للقوات المسلحة، وبعد مشاهدة مستوى فعالياته ومدى تأثيره في قيادة القوة الجوية والدفاع الجوي وتقديم الخطط التي غيرت مسار الحرب فقد أصبح من الضروري أن يكون قائداً للقوة الجوية والدفاع الجوي وهذا ما حصل فعلاً في عام 1983 أي بعد مرور ثلاث سنوات على اندلاع الحرب العراقية الإيرانية ومما قلب موازين الحرب من حالة دفاع عن الأجواء العراقية إلى سيادة جوية مطلقة، وكان ذلك ملفتاً للانتباه وباعتراف إيران بالذات حيث أصبحت القوة الجوية الإيرانية في حالة شلل تام، وفي عام 1989 وبعد مرور عام على انتهاء الحرب وبطلب منهُ للقائد العام للقوات المسلحة وقتها أن يفسح المجال لمن بعده من الضباط لغرض استلام مهام قيادة القوة الجوية والدفاع الجوي، ولذلك وافق صدام حسين وتكريماً لهُ عين في منصب مستشار في رئاسة الجمهورية، ولكن عاد صدام حسين ليأمر بتعيينهِ في منصب قائد القوة الجوية والدفاع الجوي وذلك بسبب اندلاع حرب الخليج الثانية عام 1990 ولكن ما ان انتهت الحرب وبطلب منه ايضاً تم انفكاكه من منصب قيادة القوة الجوية والتحاقه بمنصب المستشار في رئاسة الجمهورية عام 1992 حتى فترة الغزو الأمريكي للعراق عام 2003 وتمت احالته على التقاعد قبل وفاتهِ وبذلك رفع اسمه من قائمة المسائلة والعدالة لعدم ثبوت أي قضية ضده، ولقد خدم البلد لمدة خمسين عاماً.

المقدم الطيار حميد شعبان وآمر جناح الطيران المقدم الطيار عبد الغني حميد مع مجموعة من الطيارين العراقيين عام 1967
من اليمين رئيس الجمهورية أحمد حسن البكر في زيارة لقاعدة أبي عبيدة الجوية في الكوت، ويظهر آمر القاعدة العقيد الطيار محمد جسام الجبوري ومدير الحركات الجوية العميد الطيار حميد شعبان خضير في عام 1975

## وفاته
توفى في إسطنبول يوم 9 تشرين الأول/أكتوبر 2019 بعد معاناة طويلة من أعراض أمراض الشيخوخة.